# S7 Technics
S7 Technics (в прошлом Холдинг Инжиниринг) — крупнейший холдинг по техническому обслуживанию и ремонту (ТОиР) воздушных судов в России и СНГ. До перехода на новый бренд (февраль 2018 г.) Холдинг назывался ENGINEERING the Aviation Maintenance Holding. Штаб-квартира компании расположена в Москве.

## Деятельность
Основная деятельность компании связана с ремонтом и техническим обслуживанием воздушных судов и компонентов западного производства, отвечающим мировым стандартам.
Базы по техническому обслуживанию и ремонту расположены в Москве (Домодедово), Новосибирске (Толмачево), Минеральных Водах, Иркутске, Владивостоке и Якутске.
В организации работают порядка 2500 сотрудников: авиационные техники и инженеры.
Структура компании состоит из производства — цеха и участки, а также финансового, коммерческого, логистического подразделений. В 2016 году группа произвела 1.8 миллиона нормо-часов обслуживания самолетов Airbus и Boeing.
Специалисты холдинга выполняют различные виды линейного и базового обслуживания воздушных судов: Transit Check, Daily Check, Weekly Check, A-Check, C-Check, D-Check, Shop Visit, а также услуги по покраске воздушных судов.
Общая площадь производственных мастерских — 37 460 м2, ангаров — 37 100 м2 и 6 400 м2 складов.
Специалисты S7 Technics выполняют техническое обслуживание и ремонт авиационных двигателей CFM56-5B/7B (в сотрудничестве с SR Technics), а также вакуумных туалетов, кислородного и эвакуационного  оборудования (в сотрудничестве с Zodiac Aerospace).
Покрасочный ангар (сертификат EASA Part 145) расположен в г. Минеральные Воды. При покраске самолетов используется технология Base Coat / Clear Coat (база/лак). Представляет собой покрытие, защищенное спец.лаком, который уменьшает негативное воздействие ультрафиолета при эксплуатации воздушного судна. Специалисты покрасочного ангара S7 Technics прошли обучение под руководством ведущих экспертов компаний Akzo Nobel, PPG Aerospace, MaasAviation, Cee-Bee и Graco.

## История
- 1957 год — Создана техническая база в Новосибирске.
- 1964 — Ввод в строй авиационного ангара в Новосибирске. Создание лаборатории АиРЭО, начало использования оборудования бензопромывки.
- 2003 — Проведен первый A-Check на Airbus A-320 под системой EASA Part 145.
- 2004 — Начало технического обслуживания Airbus A-310.
- 2005 — Образование ООО «Сибирь Техник» в Новосибирске. Поглощение Авиационно-технической базы Толмачево ООО «Сибирь Техник».
- 2005 — Получение статуса Центра ТОиР ИЛ-86, ТУ-154, ТУ-204.
- 2006 — Образование ООО «С 7 ИНЖИНИРИНГ» в Москве.
- 2006 — Открытие ЛСТО в Иркутске.
- 2007 — Выполнение первого C-Check на Boeing B737 CL.
- 2008 — Выполнение первого С-Check на Airbus A-319.
- 2009 — Выполнение первого C-Check на Boeing B737-800.
- 2010 — Открытие ЛСТО в Красноярске. Выполнение первого D-Check на Airbus A-319. Выполнение первого 6С-Check на Boeing В737-400.
- 2011 — Консолидация активов в Холдинге S7 Technics. Открытие базы по тяжелому техническому обслуживанию в Минеральных Водах. Холдинг S7 Technics приобрел ООО «Сибирь Техник», ООО «С 7 ИНЖИНИРИНГ», ООО «Ангар».
- 2012 — Открытие ЛСТО во Владивостоке. Выполнение первого C-Check на Boeing 767, Bombardier CRJ 100/200.
- 2014 — Открытие ангара для покраски воздушных судов в Минеральных Водах.
- 2015 — Создана услуга модификации воздушных судов (ВС) полного цикла.
- 2016 — Освоение типа SSJ-100. Выполнение первого С-Check. Запуск участка по ремонту двигателей. Запуск участка по ремонту СКО (санитарно-кабинного оборудования).
- 2017 — Освоение типов Airbus A320neo и Embraer 170.
- 2018- Освоение типа Boeing 737 MAX . Получение сертификата CMK EN 9110:2016. Внедрение IT-платформы AMOS.

## Сертификаты
Компания обладает сертификатами Европейского Агентства Авиационной Безопасности EASA (Part-145,Part-147, Part-21G, Part-21J), Департамента Гражданской Авиации Министерства Туризма и Транспорта Бермуд (BDCA), аттестатом аккредитации Испытательной лаборатории, сертификатом Bermuda Approval Continued Airworthiness, ФАП-23, ФАП-145, ФАП-285.
Получено одобрение Федерального Агентства Воздушного Транспорта Российской Федерации (Росавиация).